# Daniel O'Shaughnessy
Daniel O'Shaughnessy (prononcé en anglais : [əwʃóːnəsɪj]), né le 14 septembre 1994 à Riihimäki en Finlande, est un footballeur international finlandais. Il évolue au poste de défenseur central au club de Karlsruher SC.
Né d'un père irlandais et d'une mère finlandaise, il possède la double nationalité finno-irlandaise.

## Carrière

### En club

#### Jeunesse
Défenseur central, O'Shaughnessy a commencé sa carrière en Finlande aux côtés de son frère Patrick au FC Honka et faisait partie de l'équipe de jeunes ayant fait une performance impressionnante à la Nike Premier Cup 2008. Les deux frères ont rejoint le club du HJK Helsinki début 2009. O'Shaughnessy joua dans l'équipe réserve du club l'année suivante, faisant 23 apparitions et marquant deux buts au cours de la saison 2010-2011. Après des essais dans les clubs de Premier League tel que le Liverpool FC , Manchester United , le Sunderland AFC et le club écossais du Celtic Glasgow , O'Shaughnessy rejoint finalement la réserve du FC Metz, club français évoluant en Ligue 2. Malheureusement pour lui il ne jouera jamais avec l'équipe première.

#### Brentford FC
Il rejoint le club promu de l'EFL Championship, le Brentford FC en juillet 2014 et fait une apparition de 30 minutes lors d'une défaite amicale de pré-saison 4-0 contre le CA Osasuna le 29 juillet. Le 1er août, O'Shaughnessy signa son premier contrat professionnel pour une durée de deux ans. Jamais utilisé avec l'équipe professionnelle malgré deux apparitions sur le banc en Carabao Cup, il occupa son temps avec l'équipe réserve où il fera 23 apparitions pour un but. Le 22 septembre 2015, il se voit prêté pour 6 mois au Braintree Town FC, club de cinquième division anglaise et ne jouera qu'une seule rencontre lors d'une victoire 2-1 contre le Woking FC en remplaçant Sam Habergham. Le 28 janvier 2016, il est de nouveau prêté au FC Midtjylland, club de D1 danoise.

#### Cheltenham Town
Le 12 juillet 2016, O'Shaughnessy signe un contrat d'un an avec un club promu en League Two, le Cheltenham Town Football Club. Au cours d'une saison 2016-17 dans laquelle les Robins ont évité de justesse d'être relégués, il  fait 36 apparitions et marque quatre buts. En juin 2017, O'Shaughnessy signa de nouveau un contrat d'un an, mais en raison du faible temps de jeu, il quittera le club le 2 janvier 2018. O'Shaughnessy fera au total 49 apparitions pour quatre buts inscrits.

#### Retour à l'HJK Helsinki
Le 2 janvier 2018, O'Shaughnessy retourna en Finlande pour rejoindre les champions en titre de l'HJK Helsinki pour un contrat de deux ans, avec l'option d'une année supplémentaire. Bien qu'il ait raté les trois derniers mois de la saison 2018 en raison d'une blessure au genou, O'Shaughnessy fera 24 apparitions, pour trois buts et l'HJK sera couronné champion de Veikkausliiga. O'Shaughnessy était presque omniprésent pendant la saison 2019 et a terminé la campagne avec 31 apparitions et trois buts. Pendant une période où il effectuait son service national, [2] O'Shaughnessy a signé un nouveau contrat de deux ans en octobre 2019 et fera 28 apparitions lors de la saison 2020. O'Shaughnessy fit 35 apparitions et marqua un but lors de la saison 2021, au cours de laquelle il a été capitaine. L'année 2021 sera la dernière saison d'O'Shaughnessy à la Bolt Arena et il mettra fin à sa carrière avec le club avec 118 apparitions et 9 buts. Au cours de chacune de ses deux dernières saisons avec le club, O'Shaughnessy a été élu défenseur de l'année Veikkausliiga et dans l'équipe Veikkausliiga de l'année.

#### Karlsruher SC
Le 30 août 2021, O'Shaughnessy rejoignit le club du Karlsruher SC, club de 2.Bundesliga. Il fait ses débuts le 15 janvier 2022 en jouant 90 minutes dans un match contre le SV Darmstadt. Il terminera sa première saison avec 15 apparitions et un but. En juin 2022, lors de la trêve internationale, il subit une fracture du péroné. Il est redevenu opérationnel en novembre 2022.

### En sélection
Il honore sa première sélection en équipe de Finlande le 10 janvier 2016, lors d'un match amical contre la Suède. Il entre sur le terrain à la 86e minute de jeu, en remplacement de Ville Jalasto.
Il est par la suite membre des 26 joueurs sélectionnés par Markku Kanerva pour disputer l'Euro 2020, première compétition internationale officielle de l'histoire pour les finlandais. Le 12 juin 2021, il est titulaire pour le premier match de la Finlande à l’Euro 2020. Cette rencontre sera malheureusement célèbre pour avoir vu le malaise cardiaque de Christian Eriksen. O'Shaughnessy disputera la totalité des matchs du tournoi face à la Russie (défaite 0-1) , la Belgique (défaite 0-2) et le Danemark donc. Les finlandais sortiront dès la phase de poules.

## Statistiques
| Saison                | Club                  | Championnat           | Championnat | Championnat | Coupe nationale | Coupe nationale | Coupe de la Ligue | Coupe de la Ligue | EFL Trophy | EFL Trophy | Finlande | Finlande | Total | Total |
| Saison                | Club                  | Division              | M.          | B.          | M.              | B.              | M.                | B.                | M.         | B.         | M.       | B.       | M.    | B.    |
| 2011                  | Klubi-04              | Kakkonen              | 23          | 2           | 0               | 0               | -                 | -                 | -          | -          | -        | -        | 23    | 2     |
| Sous-total            | Sous-total            | Sous-total            | 23          | 2           | 0               | 0               | -                 | -                 | -          | -          | -        | -        | 23    | 2     |
| 2011-2012             | FC Metz rés.          | CFA                   | 3           | 0           | -               | -               | -                 | -                 | -          | -          | -        | -        | 3     | 0     |
| 2012-2013             | FC Metz rés.          | CFA                   | 20          | 0           | -               | -               | -                 | -                 | -          | -          | -        | -        | 20    | 0     |
| 2013-2014             | FC Metz rés.          | CFA 2                 | 17          | 1           | -               | -               | -                 | -                 | -          | -          | -        | -        | 17    | 1     |
| Sous-total            | Sous-total            | Sous-total            | 40          | 1           | -               | -               | -                 | -                 | -          | -          | -        | -        | 40    | 1     |
| 2014-2015             | Brentford FC          | Championship          | 0           | 0           | 0               | 0               | 0                 | 0                 | -          | -          | -        | -        | 0     | 0     |
| 2015-2016             | Brentford FC          | Championship          | 0           | 0           | 0               | 0               | 0                 | 0                 | -          | -          | 2        | 0        | 2     | 0     |
| 2015-2016             | Braintree Town (prêt) | National League       | 1           | 0           | -               | -               | -                 | -                 | -          | -          | -        | -        | 1     | 0     |
| 2015-2016             | FC Midtjylland (prêt) | Superligaen           | 1           | 0           | -               | -               | -                 | -                 | -          | -          | -        | -        | 1     | 0     |
| Sous-total            | Sous-total            | Sous-total            | 2           | 0           | 0               | 0               | 0                 | 0                 | -          | -          | 2        | 0        | 4     | 0     |
| 2016-2017             | Cheltenham Town       | League Two            | 12          | 2           | 0               | 0               | 2                 | 0                 | 2          | 0          | -        | -        | 16    | 2     |
| Sous-total            | Sous-total            | Sous-total            | 12          | 2           | 0               | 0               | 2                 | 0                 | 2          | 0          | -        | -        | 16    | 2     |
| Total sur la carrière | Total sur la carrière | Total sur la carrière | 77          | 5           | 0               | 0               | 2                 | 0                 | 2          | 0          | 2        | 0        | 83    | 5     |

## Palmarès
Il remporte le groupe C de CFA 2 en 2013-2014 avec l'équipe réserve du FC Metz.